# مریم‌گلی مکزیکی
مریم‌گلی مکزیکی (نام علمی: Salvia mexicana) نام یک گونه از سرده مریم‌گلی است.